# Rummy
El Rummy és un joc de taula que es juga amb la baralla francesa o bé amb fitxes (numerades de l'1 al 13 i en 4 colors o pals).
S'usen 2 jocs de baralla complets, és a dir, 104 cartes o fitxes +3 comodins o jokers.
Poden jugar 2 o més jugadors
Es reparteixen 14 cartes o fitxes a cada jugador i la resta dels naips o fitxes es destinen al pou.
L'objectiu de cada mà és descartar tots els naips a la taula.
Les cartes o fitxes del 1 al 7 tenen un valor de 5 punts i les cartes o fitxes del 8 al 13 tenen un valor de 10 punts per a fins de comptabilitat per definir al guanyador.
No es pot tallar amb cartes que siguin un comodí per exemple el número 2.

## Origen
Hi ha dues teories comunes sobre l'origen del Rummy, que atribueixen els seus orígens a Mèxic o a la Xina al segle xix. La primera és que es va originar a Mèxic cap a la dècada de 1890 en un joc descrit com a Conquian al llibre de RF Foster Foster's Complete Hoyle, que es jugava amb una baralla espanyola de 40 cartes i tenia mecàniques de fusió. La segona és que Rummy es va originar a Àsia i que Rummy va ser el resultat d'una variant de Mahjongg anomenada Kun P'ai que va ser occidentalitzada com a Khanhoo per WH Wilkinson el 1891.
L'estudiós de jocs David Parlett combina aquestes dues teories i proposa que el joc mexicà de Conquian és ancestral a tots els jocs de rummy, i que Conquian és l'equivalent al joc xinès Khanhoo. El principi rummy de jugar i descartar amb vista a la fusió de grups de cartes apareix als jocs de cartes xinesos almenys a principis del segle xix, i potser ja al segle xviii.
Variacions de rummy com el joc de Gin o la Canastra es van fer populars al segle xx. Els jocs de rummy són populars a l'Índia, i és probable que el rummy indi sigui una extensió de gin rummy i 500 rum, originaris dels Estats Units.
També existeixen diverses teories sobre l'origen de la paraula "rummy". Alguns l'atribueixen a la paraula argot britànica rum, que significa estrany, o diferent. Altres diuen que l'origen radica en el joc Rum Poker, o fins itot en la popular beguda del mateix nom.

## Mecànica
Per baixar-se per primera vegada s'han de tenir almenys 30 punts en un o més grups i / o escales
Cada jugador, al seu torn, intentés baixar  un o més grups o escales.
Si en el seu torn el jugador no té forma de fer joc, haurà de prendre una carta o fitxa del pou i perdrà el seu torn.
Una vegada que el jugador ha baixat per primera vegada, en el seu següent torn pot fer joc amb les peces que es troben a la taula, podent manipular per crear noves combinacions incloent cartes o fitxes de la seva propietat per desfer-se'n.
- Els grups poden ser ternes (3 cartes) o quaternes (4 cartes) (cartes del mateix valor i pals diferents).
- Les escales[6] són tres o més cartes consecutives del mateix pal (l'1 pot col·locar-se després del 13).
- Els comodins poden ocupar qualsevol lloc sempre que estiguin en la mà del jugador, un cop posats a taula prenen el valor assignat.

Si un jugador (en el seu torn) té el naip o fitxa que ocupa un comodí a la taula, pot reemplaçar-per utilitzar al hora, no podent conservar-lo per utilitzar-lo posteriorment.
El guanyador de la mà serà aquell que es desfaci primer de totes les seves cartes o fitxes i els punts que tenen a les seves mans la resta dels participants se sumaran al compte personal del guanyador.
Guanyarà el joc aquell que sumi primer en el seu compte 101 punts (o la quantitat que s'hagi acordat a l'inici del joc).

## Variants
- Conquian
- Rummikub
- Gin rummy
- Canastra
- Rummy argentí
- Carioca (joc)
- Mahjong
- Chinchón (joc de cartes)
- Continental (joc)
- Burako